# C-33
La autopista C-33 es una autopista, anteriormente de peaje, que conecta Barcelona con la Autopista del Mediterráneo a la altura de Parets.
La concesionaria de la autopista fue Invicat del grupo Abertis (antes Acesa). La concesión finalizó el 31 de agosto de 2021, revirtiendo a la Generalidad de Cataluña.

## Historia
Esta autopista formaba parte del primer tramo que se construyó de la autopista que hoy se conoce como AP-7, su recorrido era Barcelona - La Junquera bajo la denominación A-17 pero al construirse el tramo de Parets – El Papiol se decidió segregarle el tramo desde Parets a la frontera y renombrarlo como A-7, quedando el tramo Barcelona – Granollers como autopista de acceso a Barcelona. Tras su traspaso a la Generalidad de Cataluña fue codificada como C-33.

## Tramos
| Denominación | Tramo                                          | km | Año servicio |
| ------------ | ---------------------------------------------- | -- | ------------ |
| C-33         | Barcelona Avenida Meridiana - Parets C-17 AP-7 | 14 | 1969         |

El tramo de la autopista está libre de peaje desde el 31 de agosto de 2021

## Enlaces
- Área de Servicio Moncada y Reixach
1 - Mollet / Santa Perpetua de La Mogoda / C-59
- Peaje de Mollet
2 - Parets del Vallés / Vic / C-17